# Portaveu del Govern d'Espanya
El Portaveu del Govern d'Espanya és un els càrrecs organitzatius i polítics en el qual s'organitza el govern d'Espanya, sent l'encarregat de comunicar a la societat l'acció política i instituticional de l'Executiu Central.

## Història
Aquest càrrec va ser instaurat l'any 1982 a l'inici de la II legislatura, sent ocupat per Eduardo Sotillos Palet amb el rang de Secretari d'Estat. Amb el nomenament de Rosa Conde com a portaveu l'any 1988 aquesta funció adquirí el rang de Ministre Portaveu del Govern. A excepció del nomenament de Miguel Ángel Rodríguez entre 1996 i 1998 posteriorment tots els portaveus han estat Ministres Portaveus i, excepte Pío Cabanillas Alonso, han compaginat la seva tasca de portaveu amb l'exercici d'un ministeri.
A l'inici de la X legislatura aquest càrrec es vinculà directament al Ministeri de la Presidència i a la Vicepresidència del Govern, sent ocupat per Soraya Sáenz de Santamaría.

## Llista de Portaveus del Govern
| Legislatura             | Inici                  | Finalització           | Nom                                      | Partit |
| ----------------------- | ---------------------- | ---------------------- | ---------------------------------------- | ------ |
| Constituent (1977-1979) | 4 de juliol de 1977    | 5 d'abril de 1979      | Càrrec inexistent                        |        |
| I (1979-1982)           | 6 d'abril de 1979      | 2 de desembre de 1982  | Càrrec inexistent                        |        |
| II (1982-1986)          | 3 de desembre de 1982  | 5 de juliol de 1985    | Eduardo Sotillos Palet                   | PSOE   |
| II (1982-1986)          | 5 de juliol de 1985    | 25 de juliol de 1986   | Javier Solana Madariaga                  | PSOE   |
| III (1986-1989)         | 26 de juliol de 1986   | 12 de juliol de 1988   | Javier Solana Madariaga                  | PSOE   |
| III (1986-1989)         | 12 de juliol de 1988   | 6 de desembre de 1989  | Rosa Conde                               | PSOE   |
| IV (1989-1993)          | 7 de desembre de 1989  | 12 de juliol de 1993   | Rosa Conde                               | PSOE   |
| V (1993-1996)           | 13 de juliol de 1993   | 5 de maig de 1996      | Alfredo Pérez Rubalcaba                  | PSOE   |
| VI (1996-2000)          | 6 de maig de 1996      | 13 de juliol de 1998   | Miguel Ángel Rodríguez                   | PP     |
| VI (1996-2000)          | 13 de juliol de 1998   | 27 d'abril de 2000     | Josep Piqué i Camps                      | PP     |
| VII (2000-2004)         | 28 d'abril de 2000     | 10 de juliol de 2002   | Pío Cabanillas Alonso                    | PP     |
| VII (2000-2004)         | 10 de juliol de 2002   | 3 de setembre de 2003  | Mariano Rajoy Brey                       | PP     |
| VII (2000-2004)         | 3 de setembre de 2003  | 17 d'abril de 2004     | Eduardo Zaplana                          | PP     |
| VIII (2004-2008)        | 18 d'abril de 2004     | 14 d'abril de 2008     | Maria Teresa Fdz. de la Vega             | PSOE   |
| IX (2008-2011)          | 14 d'abril de 2008     | 20 d'octubre de 2010   | Maria Teresa Fdz. de la Vega             | PSOE   |
| IX (2008-2011)          | 20 d'octubre de 2010   | 11 de juliol de 2011   | Alfredo Pérez Rubalcaba                  | PSOE   |
| IX (2008-2011)          | 11 de juliol de 2011   | 22 de desembre de 2011 | José Blanco López                        | PSOE   |
| X (2011-2015)           | 22 de desembre de 2011 | 21 de desembre de 2015 | Soraya Sáenz de Santamaría               | PP     |
| XI (2015-2016)          | 22 de desembre de 2015 | 3 de novembre de 2016  | Soraya Sáenz de Santamaría (en funcions) | PP     |
| XII (2016-2018)         | 4 de novembre de 2016  | 6 de juny de 2018      | Iñigo Méndez de Vigo                     | PP     |
| XII (2018-2020)         | 6 de juny de 2018      | 13 de gener de 2020    | María Isabel Celaá Diéguez               | PSOE   |
| XIII (2020-...)         | 13 de gener de 2020    | 12 de juliol de 2021   | María Jesús Montero Cuadrado             | PSOE   |
| XIII (2020-...)         | 12 de juliol de 2021   | Al càrrec              | Isabel Rodríguez García                  | PSOE   |